# Nhóm di tích Khajuraho
Nhóm di tích Khajuraho là một nhóm các đền thờ Hindu nằm ở Chhatarpur, Madhya Pradesh, Ấn Độ, khoảng 175 kilômét (109 mi) về phía đông nam thành phố Jhansi. Nhóm các di tích này được UNESCO công nhận là Di sản thế giới từ 1986. Chúng nổi tiếng với những biểu tượng kiến trúc phong cách đền thờ Hindu và những tác phẩm nghệ thuật khiêu dâm.
Hầu hết các ngôi đền Khajuraho được xây dựng từ năm 950 đến 1050 dưới triều đại Chandela. Các ghi chép lịch sử cũng lưu ý rằng, Khajuraho vào thế kỷ 12 có đến 85 ngôi đền trải rộng trên khu vực 20 km vuông. Giờ chỉ còn 25 ngôi đền trải rộng trên 6 km vuông là còn tồn tại. Trong số những đền thờ còn sót lại, Kandariya Mahadeva là ngôi đền lớn nhất và được trang trí công phu nhất với những chi tiết, biểu tượng, biểu cảm phức tạp của nghệ thuật Ấn Độ cổ.
Nhóm di tích được xây dựng cùng nhau nhưng dành cho hai tôn giáo là Ấn Độ giáo và Kỳ Na giáo cho thấy một truyền thống chấp thuận và tôn trọng quan điểm tôn giáo đa dạng giữa người Ấn giáo và người Kỳ Na giáo trong khu vực.

## Vị trí
Nhóm di tích Khajuraho nằm ở huyện Chhatarpur, Madhya Pradesh, nằm cách khoảng 620 kilômét (385 mi) về phía đông nam New Delhi. Các đền thờ nằm gần một thị trấn nhỏ được gọi là Khajuraho với dân số khoảng 20.000 người (năm 2001). Tại đây có Sân bay Khajuraho với các chuyến bay đến Delhi, Agra, Varanasi và Mumbai. Ngoài ra, khu vực cũng có hệ thống đường sắt Ấn Độ với một nhà ga cách khu di tích khoảng 6 km.
Khajuraho cũng nằm cách Quốc lộ 39 khoảng 10 km, cách Chhatarpur khoảng 50 km và kết nối với thành phố thủ phủ bang Bhopal theo Quốc lộ 146. Đền Bhand Deva nằm ở Rajasthan được xây dựng theo phong cách của các di tích Khajuraho có niên đại từ thế kỷ 10 thường được gọi là "Tiểu Khajuraho".

## Lịch sử
Nhóm di tích Khajuraho được xây dựng dưới thời cai trị của triều đại Chandela. Quá trình xây dựng gần như được bắt đầu ngay khi quyền lực của họ gia tăng khắp vương quốc sau này được biết đến là Bundelkhand. Hầu hết các đền thờ được xây dựng dưới triều đại của vua Yashovarman và Dhanga. Di sản của Yashovarman biểu hiện tốt nhất tại Đền Lakshmana trong khi Đền Vishvanatha là minh chứng nổi bật nhất dưới triều đại của vua Dhanga.:22 Ngôi đền lớn nhất và nổi tiếng nhất còn tồn tại là Kandariya Mahadeva, được xây dựng dưới triều đại của vua Vidyadhara. Các bản khắc của ngôi đền cho thấy nhiều ngôi đền hiện đang tồn tại đã hoàn thành trong khoảng từ năm 970 đến 1030, và những ngôi đền còn lại được hoàn thành trong những thập kỷ sau đó.